# شین هونگ-گی
شین هونگ-گی (انگلیسی: Shin Hong-gi؛ زادهٔ ۴ مهٔ ۱۹۶۸) بازیکن فوتبال اهل کره جنوبی بود.
از باشگاه‌هایی که در آن بازی کرده‌است می‌توان به باشگاه فوتبال اولسان هیوندای و باشگاه فوتبال سوون سامسونگ اشاره کرد.
وی همچنین در تیم ملی فوتبال کره جنوبی بازی کرده‌است.